# Hrabstwo Laclede
Hrabstwo Laclede (ang. Laclede County) – hrabstwo w stanie Missouri w Stanach Zjednoczonych. Obszar całkowity hrabstwa obejmuje powierzchnię 768 mil2 (1 989 km²). Według danych z 2010 r. hrabstwo miało 35 571 mieszkańców. Hrabstwo powstało 24 lutego 1849 roku i nosi imię Pierre'a Laclède'a - założyciela Saint Louis.

## Sąsiednie hrabstwa
- Hrabstwo Camden (północ)
- Hrabstwo Pulaski (północny wschód)
- Hrabstwo Texas (południowy wschód)
- Hrabstwo Wright (południe)
- Hrabstwo Webster (południowy zachód)
- Hrabstwo Dallas (zachód)

## Miasta
- Conway
- Lebanon
- Richland

## Wioski
- Bennett Springs (CDP)
- Evergreen
- Phillipsburg
- Stoutland